# Tom Gries
Thomas Stephen Gries (Chicago, 20 dicembre 1922 – Los Angeles, 3 gennaio 1977) è stato un regista, sceneggiatore, produttore cinematografico e produttore televisivo statunitense.

## Biografia
Nato a Chicago e padre dell'attore Jon Gries, frequentò la Loyola Academy e la Georgetown University prima di entrare nel mondo dello spettacolo scrivendo e dirigendo film a basso budget e produzioni televisive durante gli anni cinquanta. A causa dell'insuccesso al cinema, decise di concentrarsi solo sul piccolo schermo scrivendo, dirigendo e a volte anche producendo serie televisive di vari generi, tra cui Bronco, La pattuglia del deserto, Ricercato vivo o morto, The Westerner, The Rifleman, Assistente sociale, Missione Impossibile, Route 66, Batman e Le spie. Per la sua attività televisiva vinse anche due Emmy Award per la regia, in Assistente sociale (1964) e Truman Capote: la corruzione il vizio e la violenza (1972).
In seguito al successo televisivo ebbe a disposizione risorse maggiori per ritentare la carriera cinematografica nella seconda metà degli anni sessanta, ottenendo la notorietà con il film Costretto ad uccidere (1968), interpretato da Charlton Heston e basato su un episodio della serie The Westerner scritto e diretto dallo stesso Gries; il film ottenne ottime critiche e un buon successo commerciale. Il sodalizio con Heston durerà altri due film, Number One (1969) e Il re delle isole (1970), che tuttavia non riuscirono a ripetere il successo del precedente.
In seguito lavorerà con altri attori di alto profilo come Burt Reynolds, Charles Bronson e Donald Sutherland senza tuttavia riuscire a ripetere il successo ottenuto con il film di debutto; soltanto nel 1976, con la produzione televisiva Bel Air - La notte del massacro, basata sugli omicidi di Charles Manson, riuscirà nuovamente a conquistare critica e pubblico. Il 3 gennaio 1977, durante la post-produzione del film biografico su Muhammad Ali Io sono il più grande (in cui lo stesso Ali interpreta se stesso), fu colpito da un infarto del miocardio mentre giocava a tennis, morendo a 54 anni.

## Filmografia parziale
- L'isola dei serpenti (Serpent Island) (1954)
- Bombardamento alta quota (Hell's Horizon) (1955)
- Girl in the Woods (1958)
- Mustang! (1959)
- Costretto ad uccidere (Will Penny) (1968)
- Number One (1969)
- El Verdugo (100 Rifles) (1969)
- Il re delle isole (The Hawaiians) (1970)
- Ha l'età di mio padre ma l'amo pazzamente (Fools) (1970)
- Truman Capote: la corruzione il vizio e la violenza (The Glass House) (1970)
- Earth II (1971)
- Journey Through Rosebud (1972)
- I diamanti dell'ispettore Klute (Lady Ice) (1973)
- 10 secondi per fuggire (Breakout) (1975)
- Io non credo a nessuno (Breakheart Pass) (1975)
- Bel Air - La notte del massacro (Helter Skelter) (1976)
- Io sono il più grande (The Greatest) (1977)

## Premi e riconoscimenti
- Primetime Emmy Awards
  - 1964 - Migliore regia di una serie drammatica - Assistente sociale (East Side/West Side), episodio Who Do You Kill?